# Selección juvenil de rugby 7 de Chile
La selección juvenil de rugby 7 de Chile es el equipo nacional juvenil de la modalidad de rugby 7 (7 jugadores) y está regulada por la Federación de Rugby de Chile.
Representa a Chile en los torneos sudamericanos y panamericanos de la especialidad.

## Historia
El seleccionado se formó por primera vez en 2018, para participar en el Seven Sudamericano Juvenil disputado en el Estadio Municipal de La Pintana en Santiago de Chile.
En 2022 participó de la primera edición de los Juegos Suramericanos de la Juventud de Rosario 2022 obteniendo la medalla de plata.

## Plantel

### Juegos Panamericanos Asunción 2025
| Cóndores VII       |
| ------------------ |
| Mateo Alcaide      |
| Marco Alvano       |
| Rodrigo Araya      |
| José Tomás Bonilla |
| Martín Cura        |
| Lucas Pizarro      |
| Tomás Queirolo     |
| Nicolás Saab       |
| Claudio Roa        |
| Dimitri Simonidis  |
| Santiago Wood      |
| Lukas Winkler      |

## Participación en copas

### Juegos Olímpicos de la Juventud
- Nankín 2014: No clasificó
- Buenos Aires 2018: No clasificó

### Juegos Panamericanos de la Juventud
- Asunción 2025: 3º puesto

### Juegos Suramericanos de la Juventud
- Rosario 2022: 2º puesto [3]

### Seven Sudamericano JuvenilM20
- Chile 2018: Campeón[4]

### Seven Sudamericano JuvenilM18
- Chile 2018: 2º puesto

## Estadísticas
| Oponente  | Jugados | Ganados | Empatados | Perdidos | % de victorias | Mejor resultado |
| --------- | ------- | ------- | --------- | -------- | -------------- | --------------- |
| Argentina | 5       | 0       | 0         | 5        | 0.0%           | 17-26           |
| Brasil    | 3       | 3       | 0         | 0        | 100.0%         | 41-7            |
| Colombia  | 1       | 1       | 0         | 0        | 100.0%         | 52-0            |
| Jamaica   | 1       | 1       | 0         | 0        | 100.0%         | 39-0            |
| México    | 1       | 1       | 0         | 0        | 100.0%         | 36-0            |
| Paraguay  | 4       | 4       | 0         | 0        | 100.0%         | 40-0            |
| Uruguay   | 5       | 4       | 1         | 1        | 66.6%          | 43-5            |
| Venezuela | 1       | 1       | 0         | 0        | 100.0%         | 57-0            |
| Total     | 22      | 15      | 1         | 6        | 68.18%         |                 |

Último evento considerado: Juegos Panamericanos de la Juventud de 2025. (17/8/2025)

## Palmarés
- Seven Sudamericano Juvenil M20 (1): 2018

- Seven Juvenil The Mackay (1): 2004[5]